# Steinweg 54 (Quedlinburg)

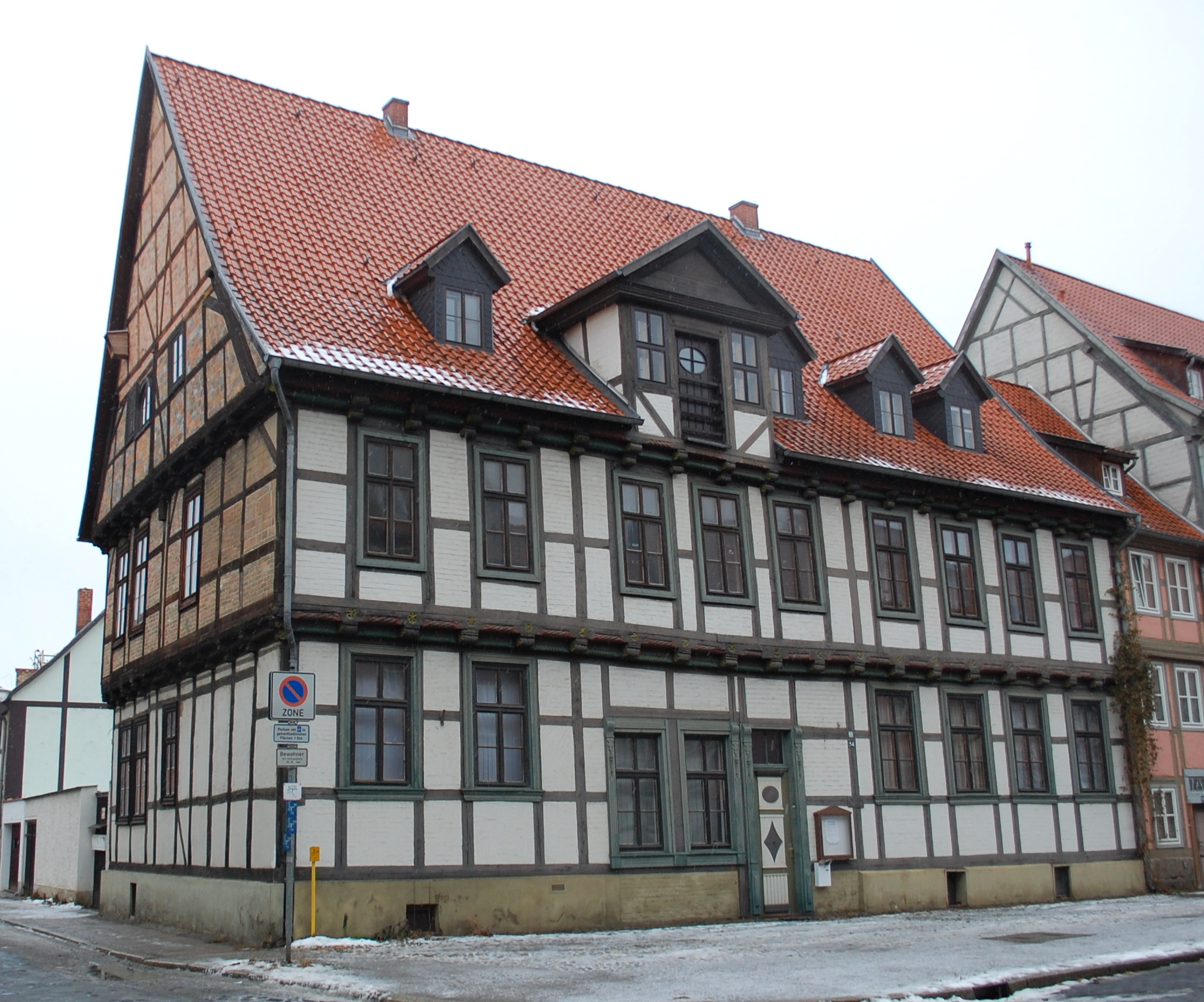
Haus Steinweg 54

Das Haus Steinweg 54 ist ein denkmalgeschütztes Gebäude in der Stadt Quedlinburg in Sachsen-Anhalt.

## Lage
Es befindet sich im östlichen Teil der historischen Quedlinburger Neustadt an der Einmündung der Ballstraße auf den Steinweg und gehört zum UNESCO-Weltkulturerbe. Im Quedlinburger Denkmalverzeichnis ist es als Kaufmannshaus eingetragen. Westlich grenzt das gleichfalls denkmalgeschützte Haus Steinweg 55 an.

## Architektur und Geschichte
Das zweigeschossige Fachwerkhaus wurde im Jahr 1613 errichtet. Die Fachwerkfassade zeigt für die Entstehungszeit typische Verzierungen. So finden sich walzenförmige Balkenköpfe und Schiffskehlen mit Taustäben. An Stockschwelle und Traufe sind Kerbschnittornamente in Sternform aufgebracht. Das Dach wird von einem Zwerchhaus geprägt.
Um 1780 wurde das Haus umgebaut und dabei im spätbarocken und klassizistischem Stil gestaltet. Die Haustür des Gebäudes präsentiert sich klassizistisch. Das im Erdgeschoss eingefügte Ladengeschäft ist mit historistischen Tür- und Fensterrahmungen versehen.